# Scaptesyle bipartita
Scaptesyle bipartita är en fjärilsart som beskrevs av Rothschild 1913. Scaptesyle bipartita ingår i släktet Scaptesyle och familjen björnspinnare. Inga underarter finns listade.